# 오! 영심이
Genie TV의 오리지널 콘텐츠《오! 영심이》은 2023년 5월 15일부터 2023년 6월 13일까지 방송한 ENA 월화 드라마다.

## 프로그램 소개
소꿉친구에서 어른으로 20년 만에 다시 만난 영심이와 경태의 티격태격 뉴트로 로맨틱 코미디 드라마

## 제작진

### 제작사
- 더그레이트쇼

### 제작
- 김경태
- 고유경

### 극본
- 전선영

### 연출
- 오환민 : SBS 월화 드라마 《강남엄마 따라잡기》(기획), SBS 일일 드라마 《그 여자가 무서워》(기획), MBC 수목 드라마 《뉴하트》(책임 프로듀서), SBS 월화 드라마 《식객》(기획), tvN 주간 드라마 《위기일발 풍년빌라》(기획), KBS 2TV 수목 드라마 《각시탈》(책임 프로듀서), KBS 2TV 수목 드라마 《칼과 꽃》(책임 프로듀서), KBS 2TV 월화 드라마 《후아유 - 학교 2015》(책임 프로듀서), 네이버TV 《클릭 유어 하트》(책임 프로듀서), KBS 2TV 특집 드라마 《백희가 돌아왔다》(책임 프로듀서), JTBC 주간 드라마 《알수도 있는 사람》(책임 프로듀서), JTBC 주간 드라마 《힙한 선생》(책임 프로듀서), JTBC 주간 드라마 《어쩌다 18》(책임프로듀서), JTBC 주간 드라마 《마술학교》(책임 프로듀서), JTBC 특집 드라마 《한여름의 추억》(책임 프로듀서), JTBC 금토 드라마 《미스티》(책임 프로듀서), JTBC 월화 드라마 《라이프》(책임 프로듀서), JTBC 월화 드라마 《열여덟의 순간》(책임 프로듀서), JTBC 금토 드라마 《나의 나라》(책임 프로듀서), JTBC 월화 드라마 《날씨가 좋으면 찾아가겠어요》(책임 프로듀서), tvN 월화 드라마 《나빌레라》(책임 프로듀서), tvN 수목 드라마 《더 로드: 1의 비극》(책임 프로듀서), KAKAO TV 《다시, 플라이》(연출) 연출
- 김경은

## 등장 인물

### 주요 인물
- 송하윤 : 오영심 역 - 예능국 8년 차 PD

어렸을 적 아버지가 그린 만화 ‘영심이’ 속 자신처럼
사람들을 웃기고 싶었다.
하지만 늘 과도한 열정 탓에 예능국 사람들에게는
‘조기 종영의 아이콘’으로 찍혀버린다.
그러던 어느 날, 파일럿 연애 예능을 맡게 되고
프로그램의 성공을 위해 섭외한 스타트업 대표가
오래 전 자신을 쫓아다닌 코찔찔이 왕경태라는 사실을 알게된다.
- 이동해 : 왕경태 (마크 왕) 역 - 화제의 유니콘 스타트업 ‘킹블리’ CEO

어린 시절 오영심의 온갖 구박에도
영심을 따라다녔던 코찔찔이 소년.
그러나 현재는 지독한 완벽주의자로
속내를 알 수 없는 냉철한 인상을 지녔다.
첫사랑 오영심과 우연히 재회하며
어린 시절의 아픈 기억을 떠올리게 된다.
- 정우연 : 구월숙 역 - 오영심 단짝 친구.
- 이민재 : 이채동 역 - 오영심 후배 PD.

### 영심이 가족
- 송영재 : 오대광 역 - 오영심, 오일심 아버지.
- 왕지혜 : 오진심 역 - 오영심 언니이자 오순창 장녀. 가족들을 누구보다 아끼고 사랑하는 인물로 자식에게 무슨 일이 생기면 물불 가리지 않고 앞장 서는 열혈엄마.
- 안승호 : 이우상 역 - 오영심 형부.
- 가영 : 오순심 역 - 오영심 여동생. 영심과 쉴 새 없이 티격태격하지만 그 누구보다 언니를 아끼는 밝고 명랑한 캐릭터.
- 조유하 : 이지유 역 - 오영심 조카.

### 방송국 사람들
- 이도엽 : 허길동 역 - 방송국 국장.
- 문정기 : 장환 역 - 방송국 PD
- 라미 : 상은 역 - 방송국 PD.

### 그 외 인물
- 송재하 : 기호 역
- 허가윤 : 여울 역

### 특별 출연
- 채형원 : 한요한 역 - 인기 아이돌. (1회)

## 참고 사항
- 극중 왕경태 역을 맡은 슈퍼주니어의 멤버 동해는 《신의 퀴즈 4》이후 10년만에 복귀하는 작품이기도 하다

## 같이 보기
- 대한민국의 텔레비전 드라마 목록 (ㅇ)
- 2023년 대한민국의 텔레비전 드라마 목록